# Ary Toledo
Ary Christoni de Toledo (Martinópolis, 22 de agosto de 1937 – São Paulo, 12 de outubro de 2024) foi um humorista, cantor, músico, compositor, teatrólogo, ator e dublador brasileiro.

## Biografia
Filho de Desolina Christoni e de Antônio de Toledo, ferroviário, Ary Toledo nasceu em Martinópolis, no estado de São Paulo, mas foi criado em Ourinhos, município do mesmo estado, onde seu avô materno, o imigrante italiano Giusto Cristoni, era cidadão influente. Mudou-se para São Paulo aos 22 anos, quando começou a atuar como ator no Teatro de Arena. Cinco anos mais tarde, ingressou na carreira humorística, onde permaneceu durante o resto da vida.
Cantor de estilo satírico, passou a apresentar shows, em que conta inúmeras anedotas. Antes da chegada da internet, Ary chegou a compilar mais de 90 mil piadas que contava em shows, discos, programas de TV e livros. Torcedor do Corinthians, muitas das frases de português atrapalhado atribuídas ao folclórico presidente do clube paulista Vicente Mateus, foram criadas, adaptadas e popularizadas por Ary Toledo.
Em pleno período militar, disse em uma de suas apresentações: "Quem não tem cão, caça com gato e quem não tem gato, cassa com ato" referindo-se ao Ato Institucional V. Imediatamente, foi preso e logo liberado, devido ao grande carisma que tinha (inclusive junto a seus opressores). Ary Toledo era considerado um dos maiores humoristas brasileiros de todos os tempos.
Foi casado por mais de 40 anos com a atriz, diretora de teatro, crítica musical, jurada musical Marly Marley, conhecida jurada do Programa Raul Gil, morta em 2014.
Considera-se que seu início para a vida artística deve-se à mãe que, aos 12 anos, deu-lhe de presente uma gaita de boca. Posteriormente, Ary Toledo foi aluno de Jamil Neder, que lhe ministrou aulas de violão. Jamil, que também foi mestre de Vânia Bastos, é pai do professor e músico Hermelino Neder. Aos 22 anos, mudou-se para São Paulo, onde começou a carreira como ator no Teatro de Arena. Sua primeira canção foi composta no início dos anos 60, e a primeira gravação musical em disco ocorreu em 1965, com "Tiradentes", composição com a qual fez grande sucesso à época. Participante assíduo de programas musicais de televisão, projetou-se como cantor com a canção "Pau de Arara", composta por Vinicius de Moraes e Carlos Lyra. "Pau de Arara", que era parte da trilha musical de uma peça de teatro, conta, de uma forma bem-humorada, as mazelas da dura vida de um retirante nordestino. O protagonista, para sobreviver, fazia shows em praça pública onde comia lâminas de barbear, cacos de vidro etc. A música unia humor e crítica às desigualdades sociais, associadas à migração de nordestinos para outras regiões.
Escreveu e atuou ainda em várias peças, tendo trabalhado com Gianfrancesco Guarnieri e Augusto Boal. Seu principal parceiro na composição de músicas foi Chico de Assis.
Tendo conhecido Vinícius de Moraes e Elis Regina, foi aconselhado por estes a seguir a carreira de humorista. Mais tarde tornou-se humorista e piadista, identificado por suas piadas de conteúdo obsceno.
Em um relato pessoal, Ary Toledo dizia que o humor é um dom que lhe acompanhava desde a infância: "Aos nove anos, estava jogando bola-de-gude, com meus amigos, quando o padre Arnaldo chegou e, vendo que estávamos numa rua de terra, com poeira, ele perguntou onde era o correio. Eu expliquei a ele e depois ele, sutilmente, sugeriu que nós saíssemos da rua, cheia de pó e fôssemos à Igreja para que nos ensinasse o caminho de Deus. Disse a ele que não ia coisa nenhuma, pois se ele não sabia o caminho do correio, como podia saber o caminho de Deus? Ele achou graça e disse que eu era muito espirituoso. Na época, eu não sabia que estava fazendo humor", afirmou Ary certa vez em uma entrevista.
Em 2021, Ary Toledo dizia ter escrito 5 mil piadas durante o período da pandemia ocasionada pelo COVID-19.

## Morte
Morreu na manhã de 12 de outubro de 2024 em São Paulo. Ele estava internado no Hospital Sírio Libanês desde o dia 2 de outubro em decorrência de uma pneumonia. A informação foi dada pelo perfil oficial do artista no Instagram.
“Com profundo pesar, anunciamos o falecimento de Ary Christoni de Toledo, um humorista brilhante que iluminou nossas vidas com seu talento e risadas. Que sua memória continue a trazer sorrisos a todos nós… Sentiremos a sua falta, Mestre”

## Piadista

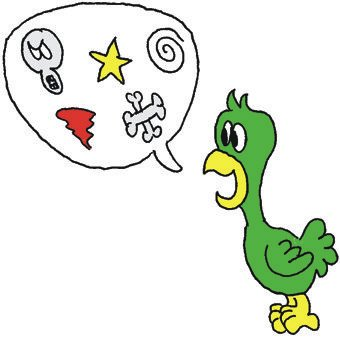
Papagaio boca-suja: personagem frequentemente presente nas piadas contadas por Ary Toledo

Apesar de ter tido uma brilhante carreira como ator, foi na comédia que Ary Toledo tornou-se nacionalmente famoso. Interpretando piadas e anedotas de conteúdo vulgar e obsceno. Muito apreciadas pelo público por serem divertidas, o piadista arrebatava em seus espetáculos grandes plateias.
Suas piadas normalmente eram baseadas em temas sexuais ou no humor negro e no politicamente incorreto. Durante a época da ditadura, havia uma espécie de acordo com os censores. Os humoristas evitavam temas políticos e podiam fazer mais humor pornográfico. "Fui detido várias vezes. Quando foi promulgado o Ato Institucional V, eu dizia no show que "quem não tem cão, caça com gato e quem não tem gato, caça com Ato." Por esta declaração, Ary foi preso, mas liberado pouco tempo depois. A relação com os censores era curiosa, pois eles eram fãs de Ary e pediam desculpas.
Dentre os temas abordados em suas anedotas e piadas, frequentemente eram citados animais falantes (principalmente os papagaios). Outros temas recorrentemente tratados por Ary Toledo em seus espetáculos eram a suposta ingenuidade dos portugueses, a inocência (ou a falta dela) presente nas crianças, a malícia de certos profissionais, tais como médicos, a hipocrisia de líderes religiosos e a falta de decoro dos políticos brasileiros. Obviamente, trata-se de menções com propósitos humorísticos, não devendo ser levadas a sério pela plateia que acompanhava as apresentações do artista.
Além dos espetáculos em salas de teatros, as piadas de Ary Toledo também podem ser ouvidas em CDs ou lidas em livros de anedotas que reúnem coletâneas de centenas de piadas do autor.
Ary alegou ter mais de 60 milhões de piadas no seu computador e considerava-se um "garimpeiro do humor". A música era o principal passatempo de Ary Toledo, que tocava vários instrumentos e já teve inúmeras músicas gravadas por grandes cantores. Além dos livros e discos, Ary ainda fazia muitos espetáculos e convenções.

### Músicas
Ary Toledo gravou diversas canções humorísticas, destacando-se entre elas:
- A moda do Zé - Relatava, de forma divertida, a história de uma jovem e bela mulher que confiou em um sujeito chamado José (Zé), que a abandonou depois de tirar a sua virgindade.[19]

- Dona Maroca - Versa sobre o gato de uma senhora, chamada de Dona Maroca, que machucou seu gato ao tentar cruzar com o felino.[19]

- Linda Meu Bem - Ary cantava sobre um sujeito que, embora tenha uma mulher de péssima aparência, a considera uma pessoa de beleza singular.[19]

- Mataram Meu Carneiro - Canção onde um sujeito lamenta a morte trágica de um carneiro, pelo qual tinha estima.[19]

- Melô do Pinto - Nesta música, Ary Toledo fazia uma homenagem ao órgão sexual masculino.[19]

- Modinha da Bastiana - Mais uma canção relatando a divertida história de um sujeito chamado José, que engravida uma mulher, tirando a sua virgindade.[19]

- O Rico e o Pobre - Ary Toledo fazia uma crítica social sobre como o poder aquisitivo faz com que as mesmas ações possuam denominações diferenciadas quando praticadas por ricos e pobres.[19]

- Vendedor de Bucetas - História de um sujeito que comercializava vaginas, como se fossem frutos em uma feira livre.[19]

- Pau de arara - Relato de um retirante cearense que migra para o Rio de Janeiro, mas acaba se dando mal.[19]

- Rosinha - Canção de amor cômica.[19]

### Ary Toledo a Todo Vapor
Ary Toledo a Todo Vapor é o espetáculo de piadas escrito pelo humorista quando comemorou os seus 45 anos de carreira.
Um dos pontos altos da peça é um monólogo que, segundo o próprio Ary, demorou seis meses para ser concluído. Trata-se de um diálogo entre um garçom e o cliente com 522 palavras, todas começadas com a letra "F". No mesmo espetáculo, o humorista realizou uma apresentação denominada "A Burocratização", na qual satirizava a série de procedimentos burocráticos existentes no Brasil.
O espetáculo conta ainda com duas canções interpretadas por Ary Toledo e uma série de piadas e sátiras políticas.

## Apresentações
- Pobre menina rica (de Carlos Lyra e Vinícius de Moraes).
- A criação do mundo segundo Ary Toledo (com Gianfrancesco Guarnieri e Augusto Boal). Teatro de Arena, SP.
- O comportamento do homem, da mulher e do etc.
- Tamanduá come formiga, elefante leva fama (com Chico de Assis). Teatro de Arena, SP.
- Ary Toledo com a corda toda. Teatro Zaccaro, SP.
- Fábrica de risos, Japão e Estados Unidos.
- Fábrica de risos. Teatro João Caetano, RJ.

## Obras
- Descobrimento do Brasil (com Chico de Assis)
- Modinha de ser
- Ovos que a galinha pôs
- Tiradentes
- Os Textículos de Ary Toledo (A Anarquia da Filosofia) (2011)
- 2º Textículos de Ary Toledo (Aprecie sem Moderação) (2016)

## Discografia
- Ary Toledo no Fino da Bossa (1968/1988) - RGE FERMATA LP
- Ary Toledo - Antologia do Sexo (1979) - Copacabana LP
- Ary Toledo Pois é (1982) - Copacabana LP
- Ary Toledo - Na Base do Riso Explícito (1985) - Copacabana LP
- Ary Toledo ao vivo (1968) - RGE LP
- Ary Toledo a Todo Vapor (2008)

## Filmografia

### Cinema
| Ano  | Título                              | Papel     | Notas        |
| ---- | ----------------------------------- | --------- | ------------ |
| 1964 | Esse Mundo é Meu                    |           |              |
| 1969 | A Compadecida                       | Cabra     |              |
| 1984 | Tentação na Cama                    |           |              |
| 2013 | Mazzaropi                           | Ele mesmo | Documentário |
| 2019 | Ta Rindo de Que? - Humor e Ditadura | Ele mesmo | Documentário |
| 2019 | Inezita                             | Ele mesmo | Documentário |

### Televisão
| Ano                 | Título                                | Papel        | Emissora  |
| ------------------- | ------------------------------------- | ------------ | --------- |
| 1962                | O Vigilante Rodoviário                | Criminoso    | Rede Tupi |
| 1965                | Ceará contra 007                      | Jesuíno      | RecordTV  |
| 1969                | Festival de Música Popular Brasileira | Participante | RecordTV  |
| 1987/1991/2017/2019 | A Praça É Nossa                       | Ele mesmo    | SBT       |